# The Beth Edges
The Beth Edges ist eine vierköpfige Indie-Rock- und Pop-Band aus Wien in Österreich.

## Geschichte

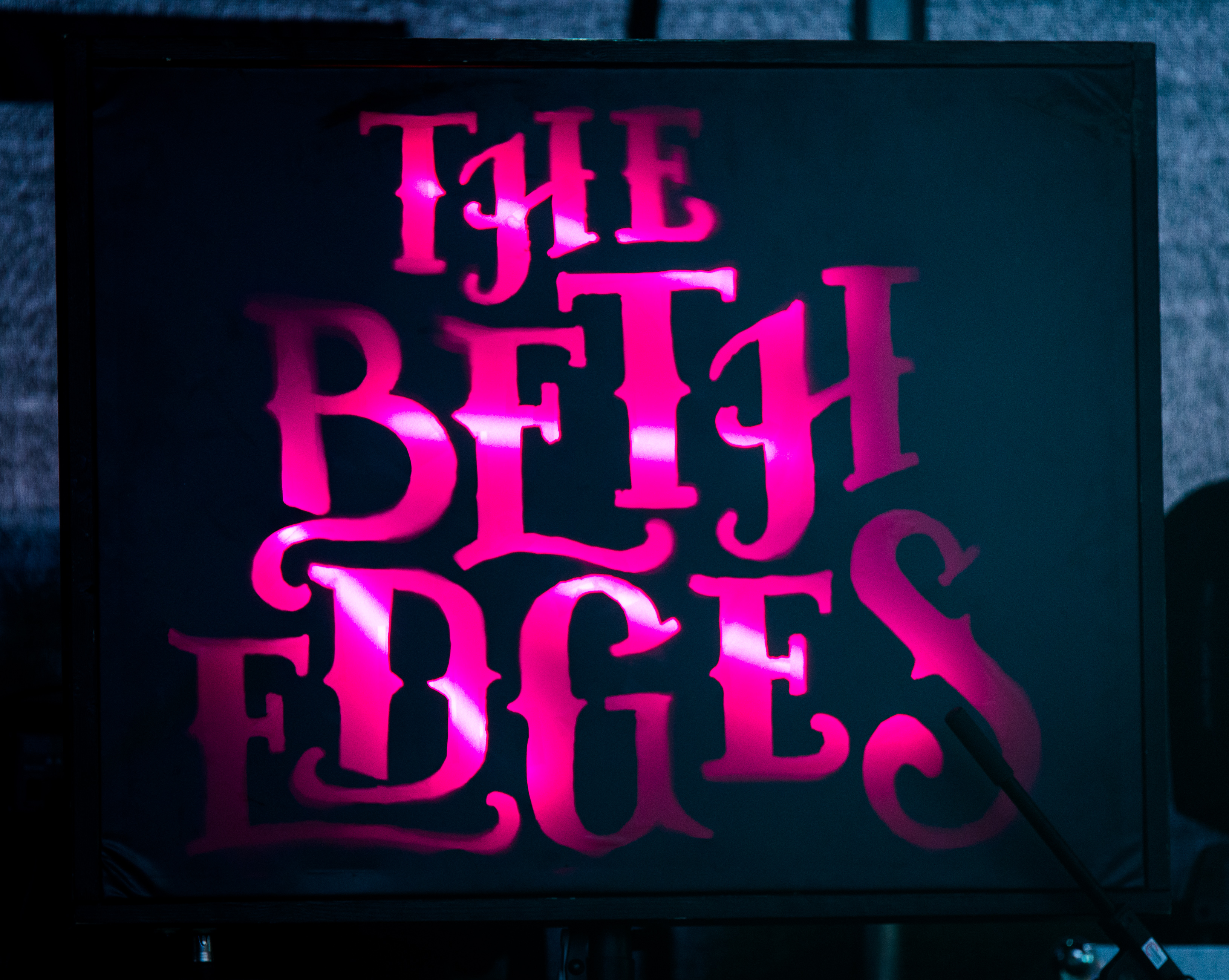

The Beth Edges wurde im Jahr 2007 in Linz, Oberösterreich von Sänger Tobias Gruenzweil, Schlagzeuger David Krämer und Gitarrist Gabriel Woeginger, die sich schon aus Schulzeiten kannten, gegründet. Ein halbes Jahr später stieg Florian Palmsteiner als Bassist ein. Interviews zufolge wurde die Band nach einem Mädchen namens Elisabeth Ecker benannt. Mit ihrem Musikstil ähneln sie Bands wie The Kooks, The Hives oder Mando Diao.

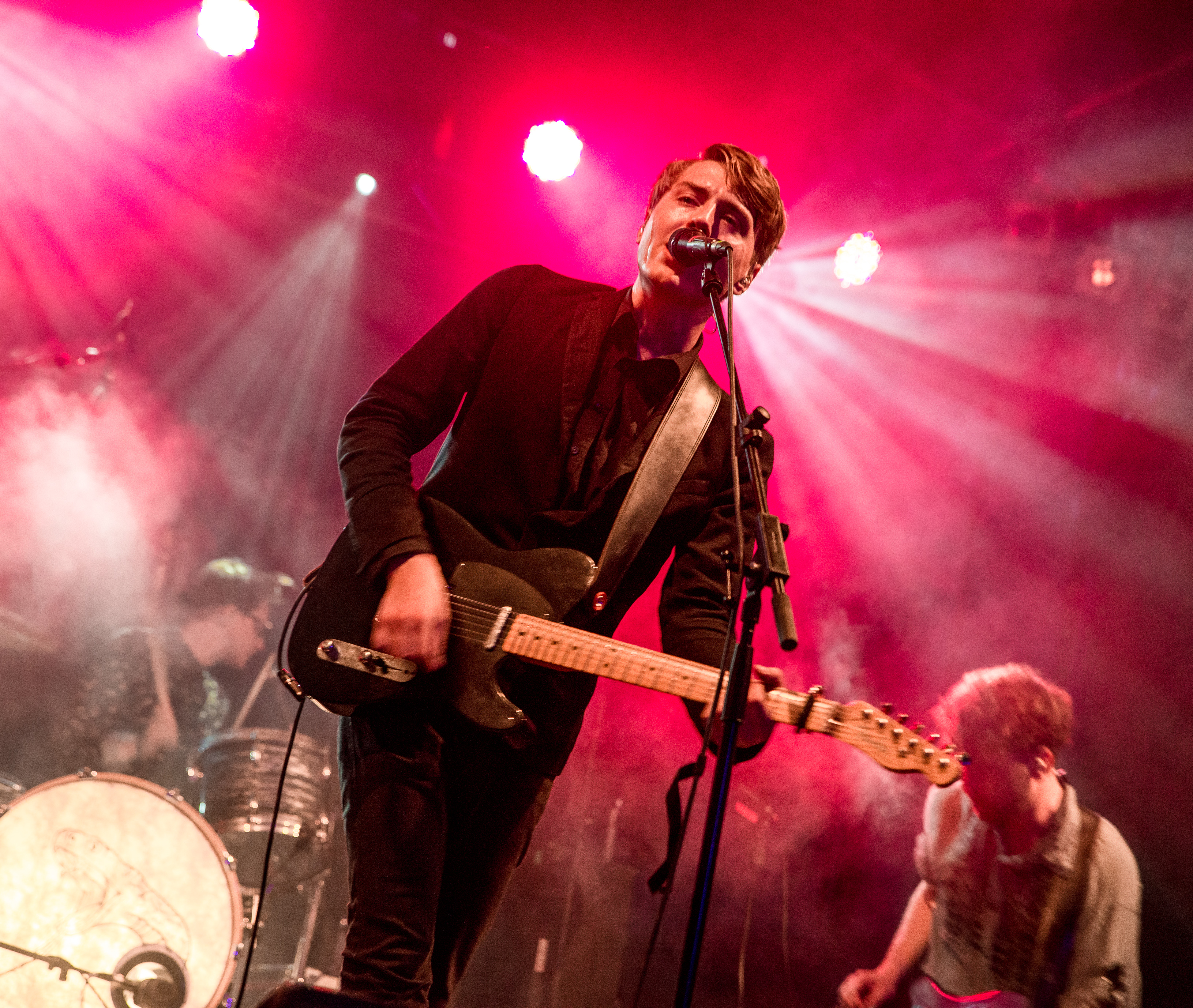
Tobias Gruenzweil

Im Februar 2008 spielten The Beth Edges ein Konzert in St. Pölten, Niederösterreich, wo sie von Mitarbeitern der Management- und Booking-Agentur Teamrider United (ehemalig DDG Music) entdeckt und wenig später unter Vertrag genommen wurden.
Im Dezember desselben Jahres veröffentlichten The Beth Edges ihre erste EP Time, mit dessen gleichnamiger Single sie das erste Mal vom österreichischen Alternativ-Radiosender FM4 gespielt wurden. Im April 2009 erschien ihre zweite EP mit dem Titel I Guess. Zu der gleichnamigen Single produzierten sie auch ihr erstes Musikvideo. Drei Monate später erschien die dritte EP Work Things Out und im März 2010 die vierte EP I Can’t Believe It. Die Musikvideos zu I Guess, Work Things Out und I Can’t Believe It wurden vom österreichischen Musiksender gotv gespielt und stiegen in dessen Charts ein. Außerdem befindet sich I Can’t Believe It auf der FM4 Soundselection 22.
Alle bisherigen Veröffentlichungen erschienen unter dem Indie-Label Acute Music und wurden von Paul R. Wallner produziert.
Im Oktober 2008 spielten The Beth Edges als Support für The Wombats und im Frühjahr 2009 als Vorband von Razorlight, was ihnen schnell zu einem größeren Bekanntheitsgrad verhalf.

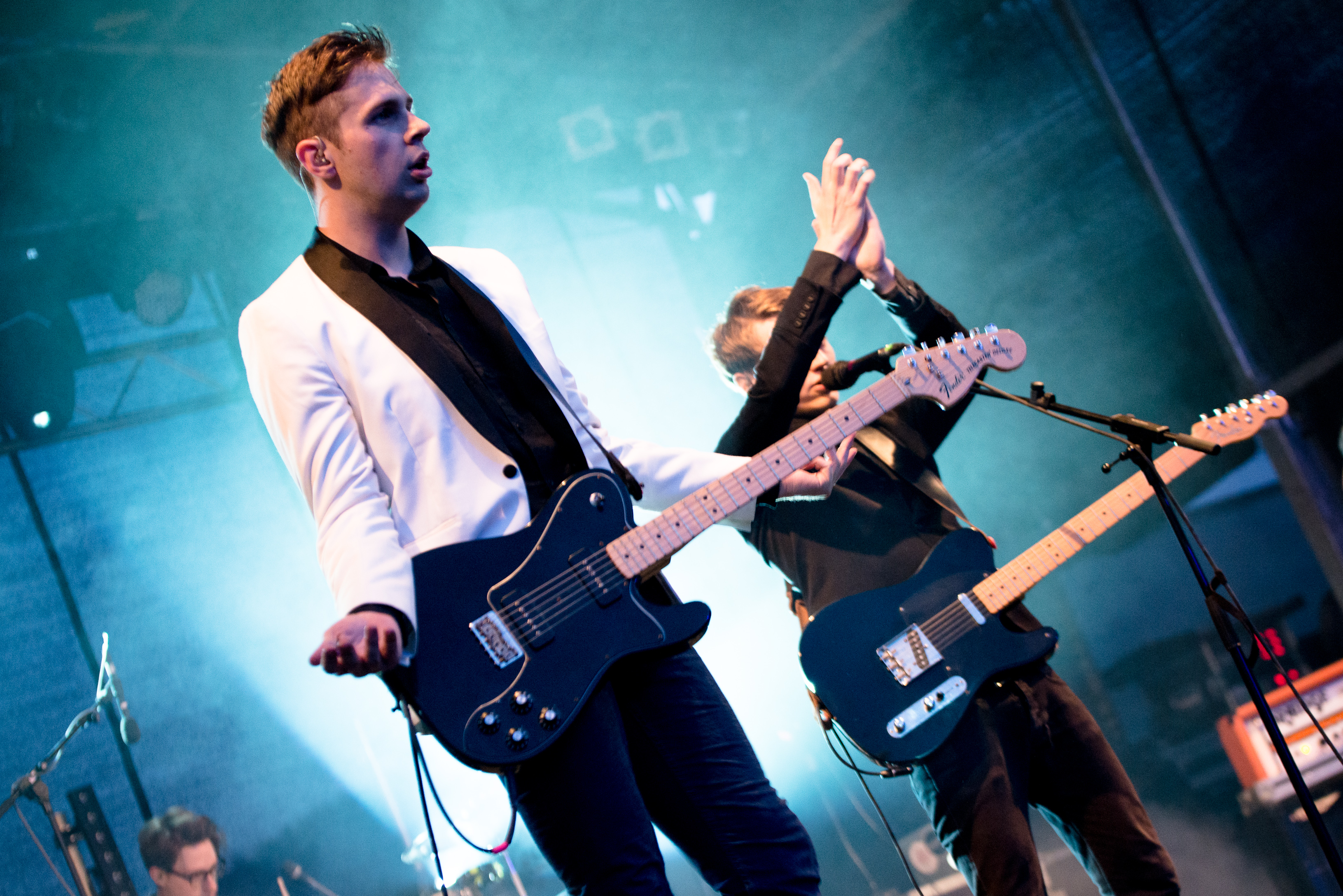
Andreas Foedinger

Beim Amadeus Austrian Music Award 2010 war die Band für den FM4 Award und als Künstler des Jahres in der Kategorie Alternative nominiert.
Am 4. Mai 2012 veröffentlichten The Beth Edges ihr zweites Studioalbum Blank Coins, Round Dice. Die Release-Show fand ebenfalls am 4. Mai im Wiener Flex statt.

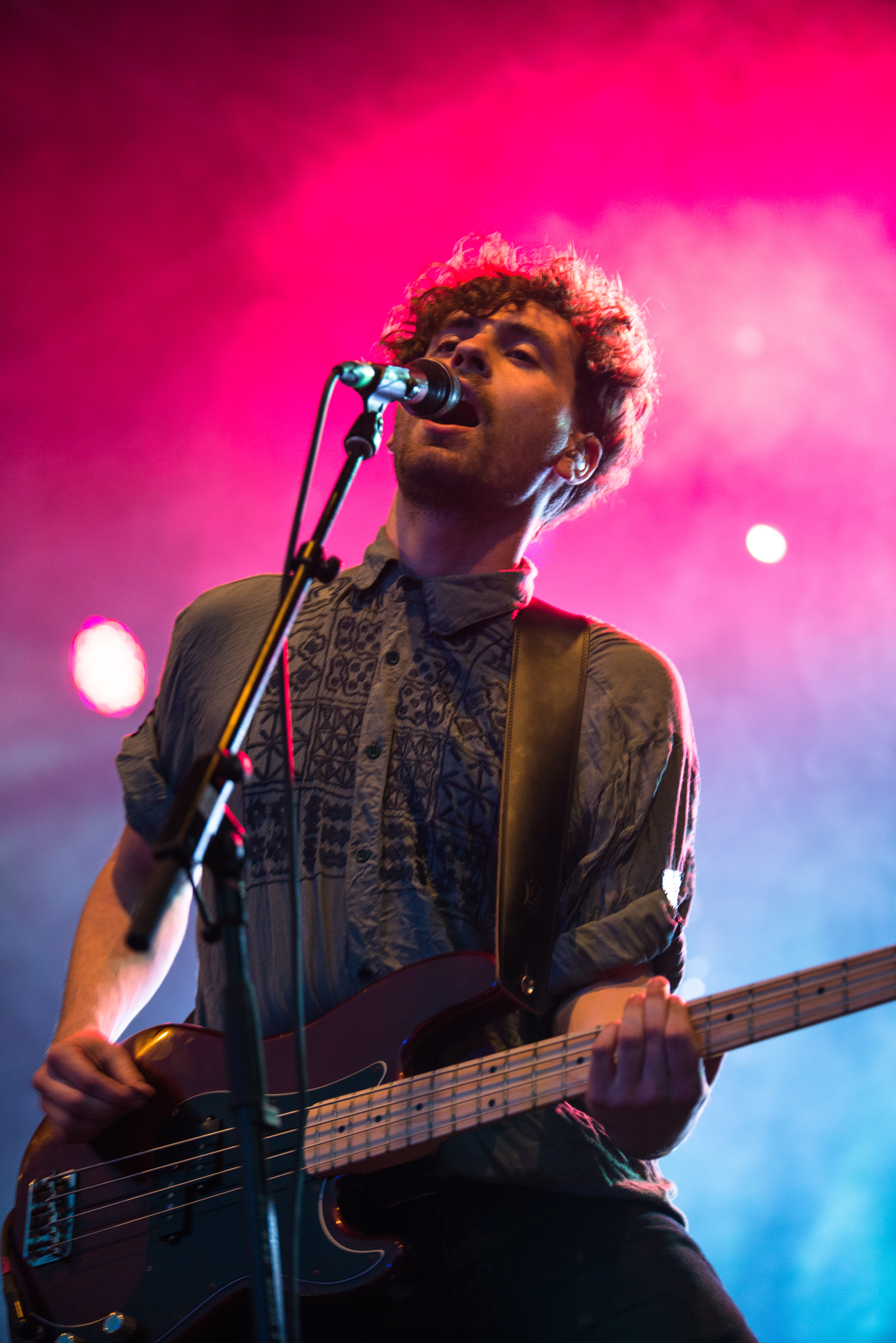
Florian Palmsteiner

Am 7. Mai 2013 verließ Lead-Gitarrist Gabriel Woeginger offiziell The Beth Edges. Am 16. Mai 2013 gab die Band mittels Facebook bekannt, dass Andreas Foedinger (ex-Bilderbuch-Schlagzeuger) als neues vollwertiges Bandmitglied aufgenommen wurde. Die Band fing unmittelbar danach an, neue Songs für ein drittes Studioalbum zu schreiben.
Das dritte Studioalbum, The Beth Edges, wurde zwischen Dezember 2013 und Jänner 2014 in Ebensee, Oberösterreich aufgenommen, und am 14. Mai 2014 auf Acute Music veröffentlicht. Unter enger Zusammenarbeit mit Studio Engineer Alex „Fire“ Tomann, welcher The Beth Edges später in Wien gemixt hat, wurde das Album laut CD-Booklet und diversen Interviews von den vier Mitgliedern in Eigenregie produziert und aufgenommen. Der Album-Veröffentlichung folgte eine ausgedehnte Tour durch Österreich.
Zum zehnjährigen Bandjubiläum veröffentlicht die Band eine auf 200 Stück limitierte Vinylpressung ihres Livekonzerts im ORF Radiokulturhaus 2016 in Wien. Dabei sind die Songs anders arrangiert und mit 16 Musikern auf die Bühne gebracht worden. Darunter auch die Stimmen der Swingband Bye Maxene. Das komplette Klangerlebnis war damals auf der Bühne für die Band selbst eine Premiere, da sie nicht alle Teile zusammen mit dem Orchester proben konnten.

## Das Konzept der EP
The Beth Edges hatten angeblich von Beginn an nicht vor, ein Album zu produzieren. Man wagte stattdessen den Versuch, alle drei Monate eine neue EP zu veröffentlichen, was sich schnell als sehr produktives Konzept bewies. Im Zusammenspiel mit einem zum Sammeln anregenden Grafiklayout jeder EP waren The Beth Edges somit ständig präsent, was ihnen in kürzester Zeit einen stetig wachsenden Bekanntheitsgrad verschaffte. Somit wurden innerhalb eines Jahres vier Singles ausgekoppelt und drei Musikvideos produziert. Die Band hat bisher vier EPs mit jeweils drei Tracks veröffentlicht, die gemeinsam als Sammelalbum mit einer limitierten Auflage von 500 Stück veröffentlicht wurden.

## Diskografie

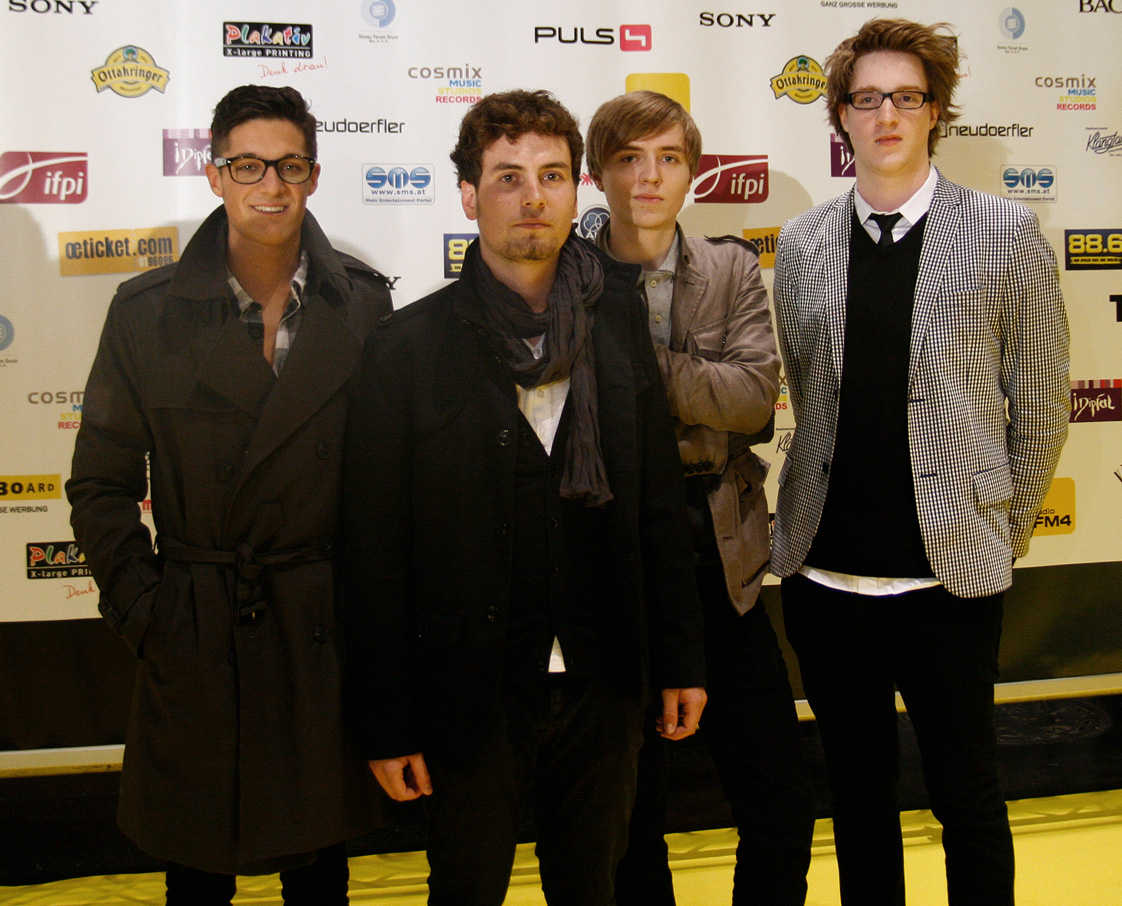
The Beth Edges (2010)

### Studioalben
- What’s In It for Me? (2010) [= die vier EPs als Set] / CD
- Blank Coins, Round Dice (2012) / CD, Vinyl, digital
- The Beth Edges (2014) / CD, Vinyl, digital

### Livealben
- The Beth Edges and Friends live at Radiokulturhaus Wien (2017) / Vinyl, digital

### EPs
- Time (2008)
- I Guess (2009)
- Work Things Out (2009)
- I Can’t Believe It (2010)

### Singles
- Time (2008)
- I Guess (2009)
- Work Things Out (2009)
- I Can’t Believe It (2010)
- Other Side (2011)
- Black Clouds (2012)
- Pure Dynamite (2014)
- Lonesome Rider (2014)
- You’ll Never Know (2015)

## Videos
- I Guess (von der EP I Guess – 2009)
- Work Things Out (von der EP Work Things Out – 2009)
- I Can’t Believe It (von der EP I Can’t Believe It – 2010)
- Other Side (2011)
- Black Clouds (2012)
- Still Yours (2013)
- Colours Collide (2013)
- Pure Dynamite (2014)
- Lonesome Rider (2014)
- You’ll Never Know (2015)